# 豊郷町立豊郷小学校
豊郷町立豊郷小学校（とよさとちょうりつ とよさとしょうがっこう）は、滋賀県犬上郡豊郷町大字石畑にある公立小学校。
歴史的建造物として認知されている旧校舎の存在やそれを取り巻く保存活動、さらには旧校舎がアニメの舞台とされたことなどから、全国的にその名を知られている。
なお旧校舎の紹介において『旧豊郷小学校』と誤った記載をされていることが非常に多いが、小学校は隣接する新校舎に移転しただけで廃校になっておらず、『豊郷小学校旧校舎群』が旧校舎の正しい名称ならびに表現である。また「アニメの舞台とされたことにより旧校舎が解体を免れた」等の誤った記述をされていることもあるが、保存決定の経緯にそのような事実はない。

## 沿革
学校の歴史は、1873年（明治6年）に四十九院村などの7つの村による連合が、成文学校、達務学校、先進学校の3つの小学校を設立したことにさかのぼる。これらの学校のうち、成文学校と先進学校は専用の校舎を持たず、成文学校は唯念寺の庫裏、先進学校（→簡易科八町小学校）は常禅寺の本堂を使用した。その後、1886年（明治19年）の県令により1つの尋常科と3つの簡易科に再編され、このうち「尋常科至熟小学校」が現在の豊郷小学校に連なる。当初は成文学校を引き継ぐ形で唯念寺を利用していたが、1887年（明治20年）には当地出身の豪商・薩摩治兵衛をはじめとする有力者から寄付金を得て、校舎の新築がなった。
初代校舎は生徒の増加に伴って手狭になり、同時に校舎の腐朽も進行していた。このためか、1937年に丸紅の専務取締役であった古川鉄治郎が学校の新築費用の寄付を申し出、後述する2代目校舎が建築された。
しかし大野和三郎が豊郷町長に就任すると、町内の中学校ともう1つの小学校を改築したことに続き、2代目校舎を取り壊して3代目校舎を新築することが発表された。これに対し、歴史的建造物を守ろうとする住民により、市民団体「豊郷小学校の歴史と未来を考える会」（以下「考える会」）が設立され、校舎の保存運動を展開。この取り組みは全国に報道され、注目を集めた。最終的には2代目校舎は保存されたが、小学校の機能は3代目校舎を新築して2004年3月に竣工移転するとともに、2代目校舎は耐震改修を行い、町の複合施設である『豊郷小学校旧校舎群』としてリニューアルの上、2009年5月より一般公開されている。

### 年表
- 1873年（明治6年）5月1日 - 学制の公布に伴い、四十九院村など7ヵ村の共同で、唯念寺に設置された「成文学校」など計3校が設置される。
- 1886年（明治19年）4月 - 成文学校を「尋常科至熟小学校」と改称。
- 1887年（明治20年）11月 - 県令により3校を合併し、校名を「尋常至塾小学校」と改称。
  - 12月11日 - 初代校舎が完成し[3]、それに伴い校名を「至塾尋常小学校」に改称。
- 1892年（明治25年）4月 - 新小学校令により、修了年限を尋常科4年、補習科2年とし、校名を「豊郷尋常小学校」に改称。
- 1894年（明治27年）4月 - 修了年限2年の高等科を設置。
- 1896年（明治29年）10月 - 高等科の修了年限を4年に延長。校名を「豊郷尋常高等小学校」に改称。
- 1908年（明治41年）4月1日 - 修了年限を尋常科6年、高等科2年にそれぞれに改める。
- 1916年（大正5年）4月 - 実業補習学校を設置。
- 1935年（昭和10年）4月 - 実業補習学校を「豊郷青年学校」と改称。
- 1937年（昭和12年）5月30日 - 古川鉄治郎の寄進による新校舎が竣工する。
- 1941年（昭和16年）4月 - 国民学校令に伴い、校名を「豊郷国民学校」に改称。
- 1947年（昭和22年） - 学校教育法の施行に伴い、校名を「豊郷小学校」に改称。
- 2004年（平成16年）3月8日 - 新校舎（3代目）の使用開始。
- 2007年（平成19年）7月31日 - 初代校舎が『旧豊郷尋常高等小学校本館』として登録有形文化財に登録される。
- 2009年（平成21年）5月30日 - 2代目校舎（『旧豊郷小学校校舎』）、講堂（『旧豊郷小学校講堂』）および酬徳記念館（『旧豊郷小学校酬徳記念図書館』）の耐震工事が竣工。図書館・展示室・子育て支援センター等の入居する『豊郷小学校旧校舎群』にリニューアルして一般公開を開始。
- 2013年（平成25年）3月29日 - 2代目校舎（『旧豊郷小学校校舎』）、講堂（『旧豊郷小学校講堂』）および酬徳記念館（『旧豊郷小学校酬徳記念図書館』）が登録有形文化財に登録される。
- 2019年（令和元年）5月12日 - 初代校舎（『旧豊郷尋常高等小学校本館』）の明治期の姿への復元工事が竣工。『薩摩治兵衛記念館』としてリニューアルオープン。

## 歴代校舎概要

### 初代校舎

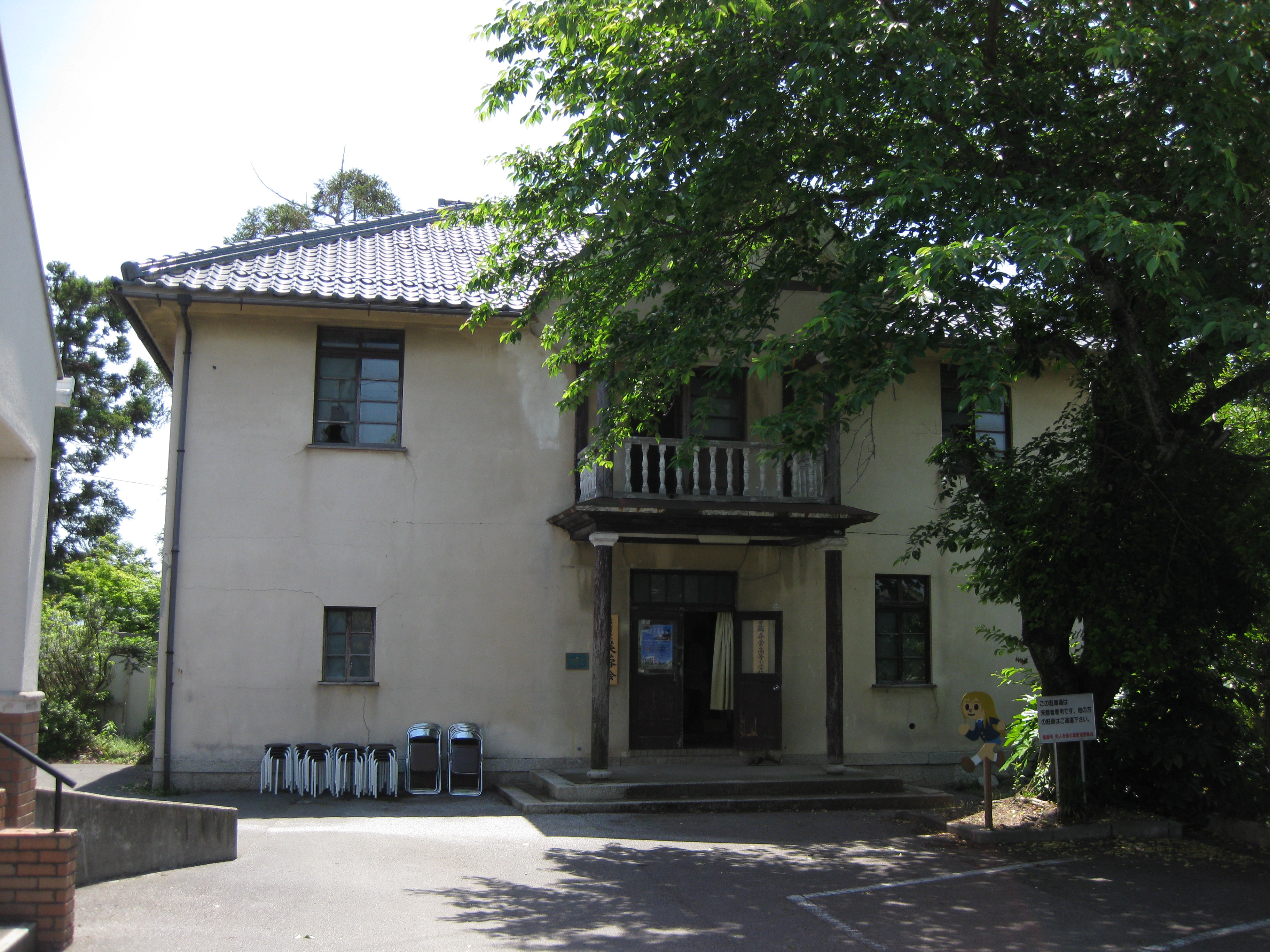
現在も残る初代校舎の本館
(復元リニューアル前)

1887年（明治20年）に完成。両翼にあった平屋の木造校舎は取り壊され、本館のみが現存する。2代目校舎（旧校舎）の北側400m、唯念寺と古川鉄治郎の墓地に隣接する芙蓉園の中にあるが、旧中山道に面していないこともあり認知度は低い。テラスを備えた和洋折衷建築が特徴で、１階部分が講堂だったが、新校舎の竣工に合わせてヴォーリズ建築として教職員住宅に改造された。以降は明治20年頃の様相を伝える建物として地元で活用されてきた。
2007年に登録有形文化財に登録されている。
2013年（平成25年）から財団法人芙蓉会により調査・耐震診断ならびに明治期の姿に復元する実施設計が行われ、文化庁の補助6000万円を受け、2016年（平成28年）から改築工事に着手。明治期の写真や資料を活用し、窓の開き戸式の扉（唐戸）やバルコニーなどを復元整備するなど建造当初の姿に再現された。2019年5月12日に復元工事が竣工、『薩摩治兵衛記念館』としてリニューアルオープンした。。

### 2代目校舎（旧校舎）

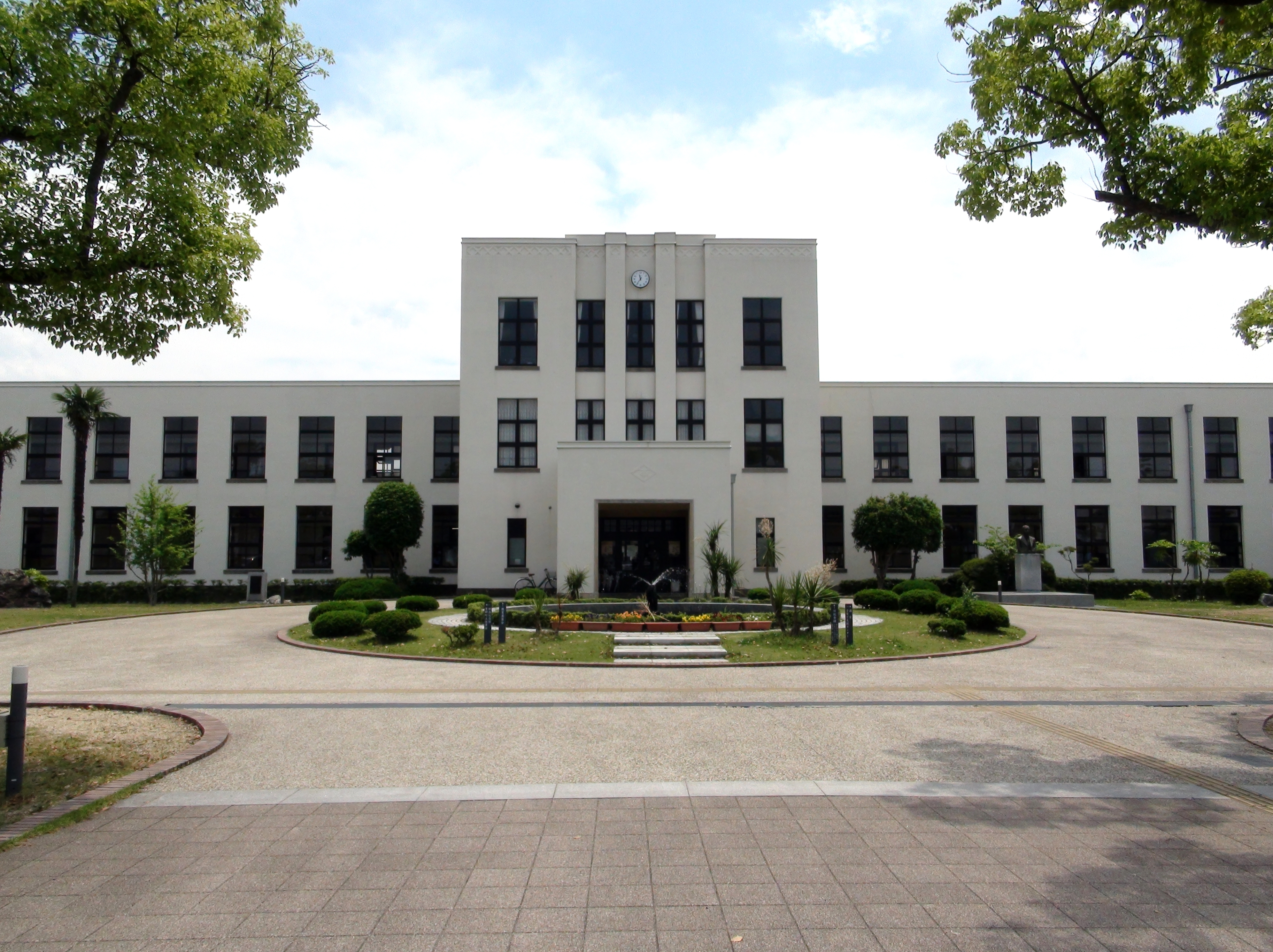
旧校舎

1937年（昭和12年）、本校出身で丸紅の専務取締役であった古川鉄治郎が私財を投げ打って建設した。設計はヴォーリズ建築事務所、建設は竹中工務店が担当し、神谷新一が現場監督となって指揮を執った。通常「旧校舎」と言えばこちらを指す。
当時としては珍しい、壮麗な鉄筋コンクリート造の校舎は、「白亜の殿堂」や「東洋一の小学校」との異名を取った。また、暖房設備など当時最先端の技術を惜しみなく使用し、その総工費は365,000円に上っている（当時の村予算の10倍に相当）。階段の手摺には、イソップ寓話「兎と亀」をモチーフとしたブロンズ装飾が設置され、後述する保存運動のシンボルともなった。
2009年（平成21年）5月に耐震工事を終え、町の複合施設である『豊郷小学校旧校舎群』としてリニューアルされ、一般公開されている。
一般公開の開始と時をほぼ同じくして、2009年4月より放映された深夜アニメ『けいおん!』（京都アニメーション制作）にて、登場する架空の高校がこの校舎と酷似しており、そのモデルとしても認知されることとなった。これにより、いわゆる「聖地巡礼」として、国内外より作品の舞台を訪ねる多くのファンが訪れることとなった。町側では来訪者の多さを受け、町観光協会が旧校舎の酬徳記念館内に観光案内所を設けるとともに、商工会も町おこしを目的として同校舎内にてカフェの営業を開始した。
2011年（平成23年）からは高校生バンドの全国コンテストである「とよさと軽音楽甲子園」が開催され、アニメの作中におけるライブの舞台とされている講堂にて、全国の高校生バンドが最優秀賞である文部科学大臣賞をめざして腕を競い合うなど、新たな教育振興の場としても活用されている。
その後も旧校舎は、映画『逆転裁判』(2012年)、映画『だいじょうぶ3組』(2013年)、映画『僕は友達が少ない』(2014年)、ドラマ『田上トパーズ』(2013年)、ドラマ『LEADERS リーダーズ』(2014年)、ドラマ『経世済民の男 小林一三』(2014年)、NHK連続テレビ小説『べっぴんさん』(2016年)、映画『君の膵臓をたべたい』(2017年)、映画『カツベン』(2019年)、NHK連続テレビ小説『おちょやん』(2020年)、同『カムカムエヴリバディ』(2021年)、同『ブギウギ』(2023年)、ドラマ『眼の壁』(2022年)等、多くの作品のロケーション舞台として使用されている。
2012年9月21日、文化審議会による登録有形文化財の答申があり、豊郷小学校旧校舎群も対象となった。
2014年（平成26年）9月には旧校舎2階の理科準備室にて、旧校舎完成時の記念式典の映像などを収めた16ミリフィルムが町職員の手によって発見された。
豊郷町は旧校舎の保存や管理を目的とした寄付ならびにふるさと納税を募っており、町は収入を活用して校舎の保存や管理を行うほか、季節に応じて校舎のライトアップやイルミネーション等が行われ、訪れる市民を楽しませている。

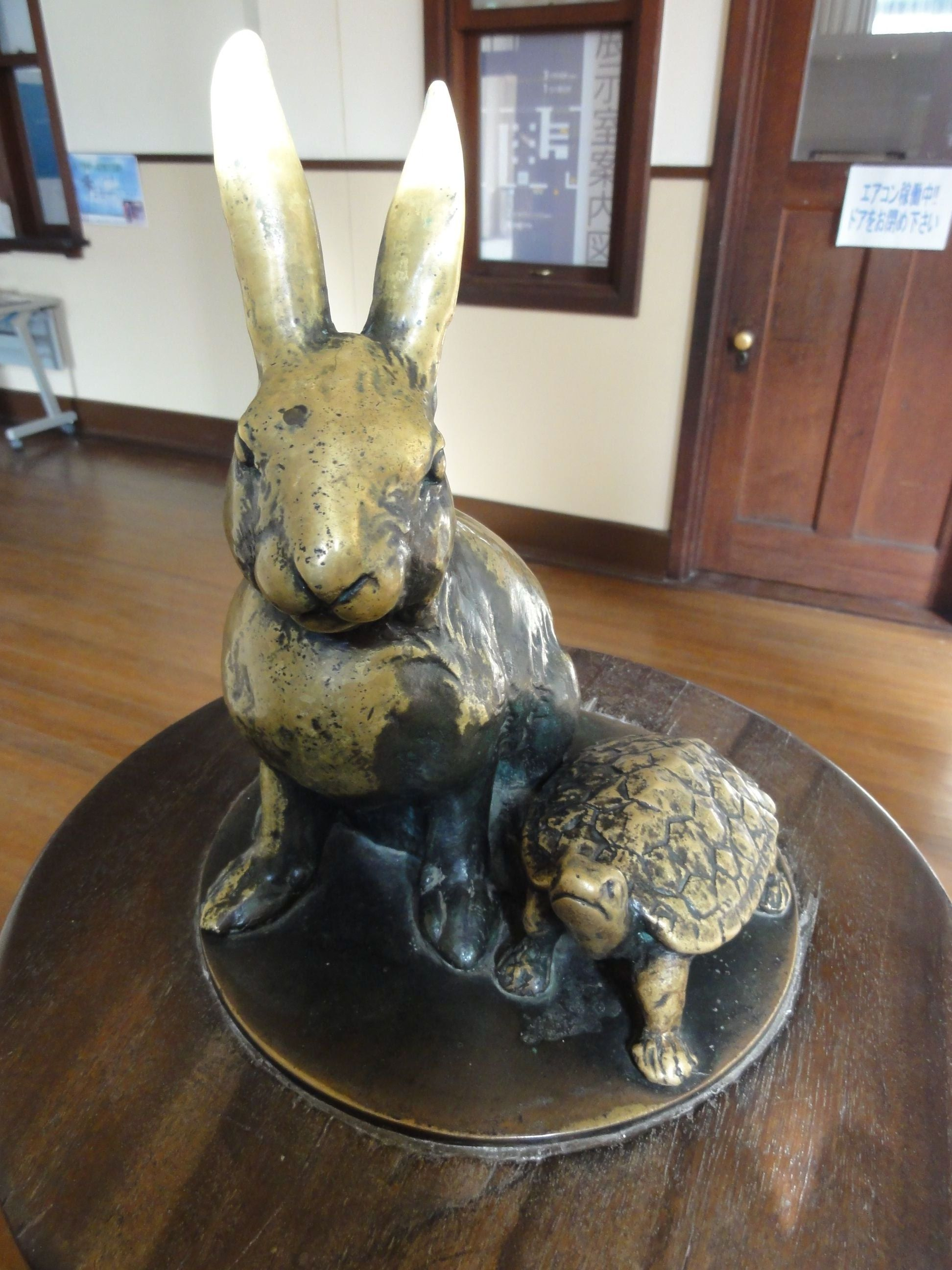
兎と亀のブロンズ像
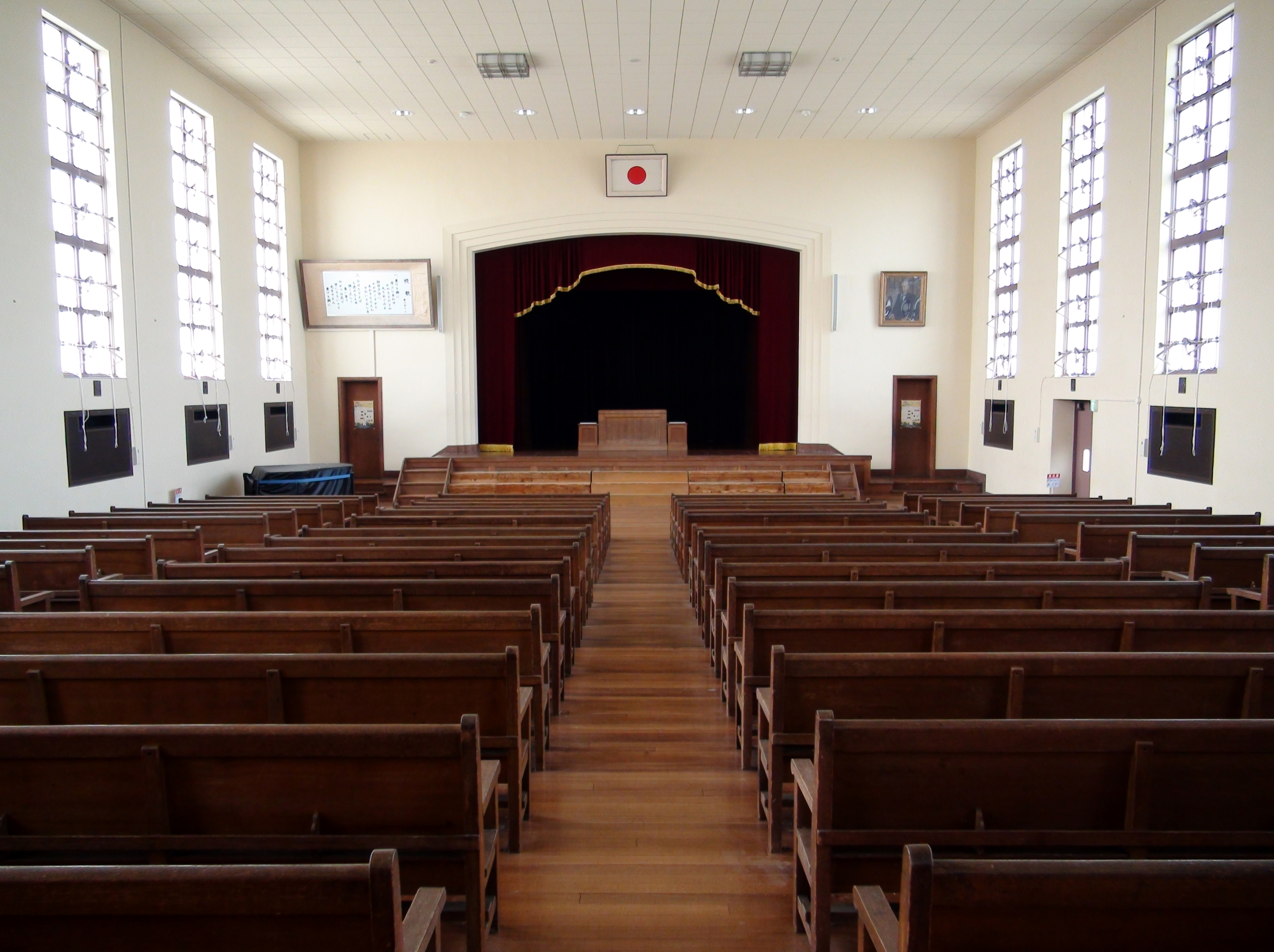
講堂

### 3代目校舎（現行校舎）

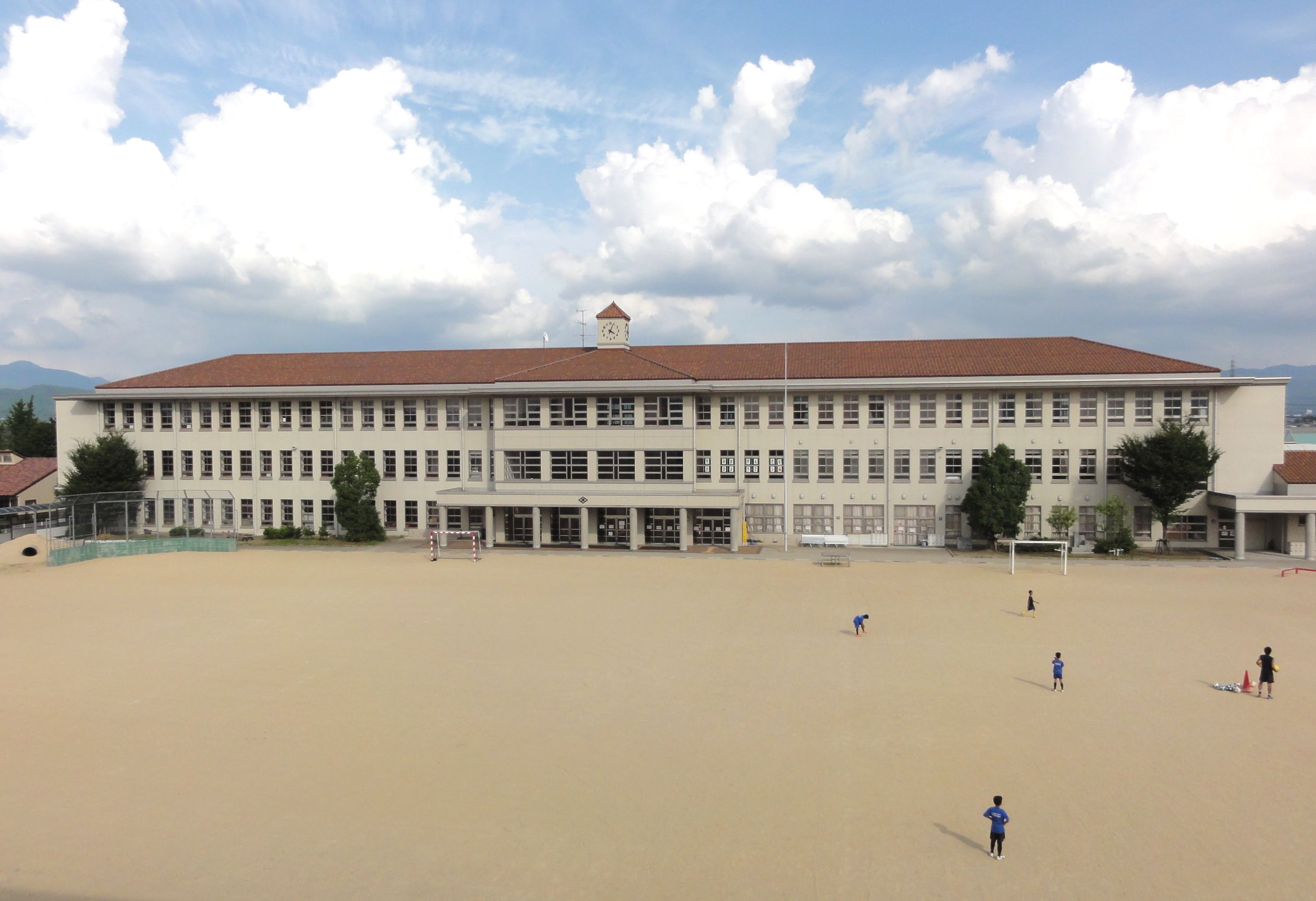
現在使用中の校舎

補修すれば2代目校舎（旧校舎）は十分使用に耐えうるとする「考える会」側の主張を押し切り、建設された。建設は高島市を本拠とする桑原組が行ったが、「考える会」はこの桑原組と大野町長との癒着を指摘した。
大野町長は「卒業前の6年生にも使わせたい」として2004年3月5日から新校舎への移転を始め、完成式典などを行わないまま同月8日から新校舎での授業を開始した。

## 校舎改築問題

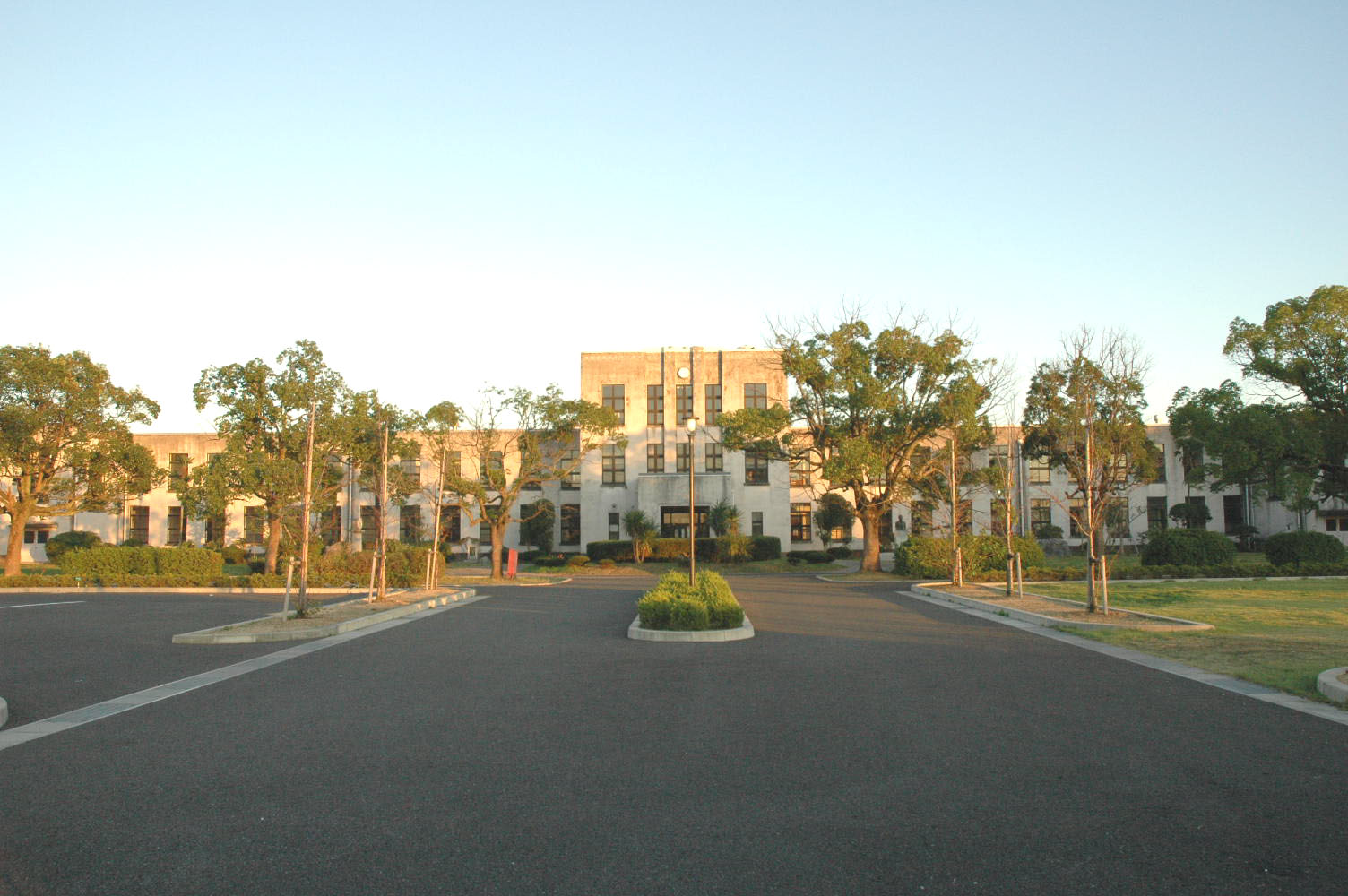
耐震・改修工事前の旧校舎（2007年）

1999年（平成11年）に大野和三郎が町長に就任すると、2000年（平成12年）に町のもう1つの小学校である日栄小学校の改築に着手したことに続き、豊郷小学校についても施設の老朽化と耐震性を理由として校舎と講堂を解体するとともに新校舎の建設を目指す方針を打ち出し、町議会もこれを賛成多数で承認した。
これに対し、地元町民からは歴史のある校舎を取り壊すことに反対する意見が出され、賛成意見を大きく上回った。2001年（平成13年）10月に「豊郷町の歴史と未来を考える会」が設立され、大津地方裁判所に講堂の解体工事の差し止めを求める仮処分申請を行い、2002年（平成14年）1月に裁判所は差し止めを認めた。町側は地裁の判断を一旦不服として高等裁判所に抗告したものの、講堂を保存する方向に方針転換。しかし、校舎に関しては解体の方針を変更しなかった。
2002年8月、考える会は大津地裁に校舎解体差し止めを求める仮処分を申請し、12月19日に承認されるが、大野町長は地裁の判断や町民の意向を無視して同月20日に強行的に解体工事を開始。解体中止を求めて抗議した女性を作業員が床に叩きつけるなど、暴行を加える様子もニュースで放送された（町長や作業員は本件で2004年（平成16年）1月に書類送検された）。これを受けて町民は工事の差し止めを求めて校舎に立てこもり、町長も工事中止を発表する。かかる状況の中、大野町長は24日になって方針を転換し、新校舎を建設しながらも旧校舎を保存するとした。
新校舎の建設にこだわった大野町長の姿勢の背景には、多額の新築費用が生じる公共事業による地域活性化や、改修の場合には国による費用の補助割合が低く設定されていることを指摘する声もあるが、「考える会」は実際には国庫補助金は新築と改修で同額であり、町税の無駄遣いに過ぎないとする。また、改築の根拠の一つとなっていた耐震性については、耐震診断のデータに不自然な点があることが明らかになっている。日本建築学会は校舎の老朽化や耐震性の問題について、改修によって対処可能と指摘している。
この後、2003年（平成15年）3月にリコールによって大野町長はいったん失職をしたが、同4月に統一地方選挙の一環として行われた町長選挙に立候補し、解体反対派候補の分裂もあって「歴史と未来を考える会」側の立候補者等を破り、町長に返り咲いた。2003年3月には住民によって新校舎建設の差し止めが請求されたものの、6月に着工した新校舎は2004年3月に完成した。
考える会側は大野町長に対する損害賠償請求、校舎建設費の支出差し止め請求および賠償請求の3件の訴訟を起こしたが、損害賠償請求および支出差し止め請求については、町長に賠償を認め、また、支出差し止めを命じる判決が最高裁でそれぞれ確定。また、2007年（平成19年）12月には校舎建設費の賠償について、建設業者などが校舎保存のための寄付を行うことなどで和解が成立し、校舎改築問題に関する訴訟は全て終了した。なお、大野町長は2007年の統一地方選挙では町長選に出馬せず、県議会議員選挙に出馬したが落選、2011年の統一地方選挙で県議会議員（犬上郡選挙区）に当選した。
その後、2008年（平成20年）10月より、約5億5300万円をかけて旧校舎の耐震・改修工事を開始。一方、考える会側も、設計事務所に旧校舎の耐震診断を依頼し、3階の一部への軽微な補強（約500万円）以外の工事は不必要との解析結果が得られたとし、また不必要な工事によって旧校舎の文化財的価値を毀損したとして、2009年（平成21年）3月に設計事務所と伊藤定勉町長に対し、設計監理業務の委託費約3000万円の返還を求める訴訟を起こした。旧校舎は耐震工事完了後の同年5月30日、町立図書館などが入居する複合施設として再出発した。

## 関連文献・作品

### 関連文献
- 山崎富美子（文）、山崎さやか（絵）『ヴォーリズさんのウサギとカメ』上ヶ原文庫（山崎忠厚）、2007年。ISBN 978-4-9903784-0-0。
- 古川博康編 編『豊郷小学校の歴史と人びと』豊郷小学校の歴史と未来を考える会、2003年。[19]
- 本田清春、古川博康『豊郷小学校は今：校舎保存にかける住民の願い』豊郷小学校の歴史と未来を考える会、サンライズ出版、2003年。ISBN 978-4-88325-100-1。
- 本田清春、古川博康『歴史と文化薫る学び舎 豊郷小学校 校舎保存運動の記録 -とよさと小学校問題の全貌-』豊郷小学校の歴史と未来を考える会、サンライズ出版、2004年。[32]
- 上坂和美『あったかいね永遠の学び舎 豊郷小学校物語』財団法人芙蓉会、サンライズ出版、2012年。ISBN 978-4-88325-475-0。

### 校舎がロケーションに使われた作品
- アニメ『けいおん!』：2009年・2010年にTBS系列で放映された深夜アニメ作品。「#2代目校舎（旧校舎）」の節にて詳述。
- 映画『逆転裁判』：2012年に公開された映画作品。成宮寛貴主演、三池崇史監督。法廷のシーンで、酬徳記念館が使用されている。
- 映画『だいじょうぶ3組』：2013年に公開された映画作品。乙武洋匡原作、国分太一主演、廣木隆一監督。学校でのシーンで旧校舎本館が使用されている[33]。
- 映画『僕は友達が少ない』：2014年に公開された映画作品。平坂読原作、瀬戸康史主演、及川拓郎監督。学校でのシーンで旧校舎本館が使用されている。
- ドラマ『田上トパーズ』：2013年12月11日にNHK BSプレミアムで放映されたドラマ。同校舎で開催されている高校生バンドのグランプリ大会である「とよさと軽音楽甲子園」がモチーフ。講堂が主に使用されている。
- ドラマ『LEADERS リーダーズ』：2014年3月22日、23日にTBS系で放映されたドラマ。作中に登場するアイチ自動車の本社として旧校舎本館が使用されている。
- ドラマ『経世済民の男 小林一三』：2014年9月5日、12日にNHKで放映されたドラマ。阿部サダヲ主演。宝塚音楽学校の校舎として旧校舎本館が使用されている。
- NHK連続テレビ小説『べっぴんさん』：2016年度下半期放送。ヒロイン芳根京子の演じる主人公・すみれが通う高等女学校として旧校舎が使用されている。
- 映画『君の膵臓をたべたい』：2017年に公開された映画作品。住野よる原作、北村匠海・浜辺美波ダブル主演、月川翔監督。主人公の2人の物語を紡ぐ舞台となる図書館に酬徳記念館が、他にも旧校舎本館の教室と屋上が使用されている。
- 映画『菊とギロチン』：2018年に公開された映画作品。木竜麻生主演、瀬々敬久監督。講堂が使用されている。
- 映画『この道』：2019年に公開された映画作品。大森南朋・EXILE AKIRAのダブル主演、佐々部清監督。山田耕筰が童謡この道を披露する学校の校舎として講堂が使用されている。
- 映画『カツベン』：2019年に公開された映画作品。成田凌主演、黒島結菜ヒロイン、周防正行監督。活動弁士の活躍により活動写真が上映される戦前の映画館として講堂が使用されている。
- NHK連続テレビ小説『おちょやん』：2020年度下半期放送。ヒロインの幼少期役である毎田暖乃の演じる主人公・千代と、その奉公先の娘の幼少期役である東野絢香の演じるみつえが通う尋常小学校として旧校舎本館が使用されている。
- NHK連続テレビ小説『カムカムエヴリバディ』：2021年度下半期放送。3世代のヒロインのうちの祖母である上白石萌音の演じる主人公・安子の幼少期を描いた岡山編にて、岡山駅二代目駅舎として旧校舎本館が、デパートの岡山本店として講堂が使用されている。
- ドラマ『眼の壁』：2022年6月19日-7月17日にWOWOWで放映されたドラマ。松本清張原作、小泉孝太郎主演。作中に登場するウキシマ電業製作所の本社として旧校舎本館が使用されている。